# 第10飛行隊 (航空自衛隊)
第10飛行隊（だい10ひこうたい、JASDF 10th Fighter Squadron）は、かつて航空自衛隊西部航空方面隊第8航空団隷下にあった戦闘機部隊。最後のF-86F飛行隊として1962年（昭和37年）に新田原基地で新編され、1964年（昭和39年）に築城基地へ移動し1977年（昭和52年）に閉隊した。

## 概要
第10飛行隊はF-86F飛行隊として、1962年（昭和37年）1月8日に、宮崎県新田原基地第5航空団隷下として新編された。編成直後の第10飛行隊は、搭乗員の多くが訓練段階隊員であったことから練成訓練を連日のように実施後、作戦準備検査を受けている。
第10飛行隊は第6飛行隊とともに要撃戦闘任務を行ったが、第202飛行隊の新編に伴い築城基地への移動が決定し、1964年（昭和39年）2月1日に築城基地へ移動して西部航空方面隊直轄飛行隊として編入された。同年10月26日に臨時築城航空隊が編成されると第10飛行隊はその隷下に編入され、臨時築城航空隊は同年12月28日に第8航空団へと改編された。
第10飛行隊はF-4EJ飛行隊である第304飛行隊の編成に伴い、1977年（昭和52年）4月1日に閉隊した。

## 沿革
- 1962年（昭和37年）1月8日 - F-86F飛行隊として新田原基地の第5航空団隷下にて部隊編成[2]。
- 1964年（昭和39年）2月1日 - 築城基地へ移動。西部航空方面隊隷下に編入[2]。
  - 10月26日 - 臨時築城航空隊隷下に編入[2]。
  - 12月28日 - 臨時築城航空隊が第8航空団に改編[2]。
- 1967年（昭和42年）9月1日～9月8日 - 航空総隊射撃競技会FI（要撃）部門優勝[3][4]。
- 1968年（昭和43年）7月29日～8月17日 - 航空総隊射撃競技会FI部門優勝[4]。
- 1969年（昭和44年）5月11日 - 美保基地航空祭での4機のF-86Fによるフライバイ中、濃霧が原因で島根県平田市久田美（現：島根県出雲市久田美町）[5]の山腹に3機が墜落、1機が損傷する事故が発生し、搭乗員3名が殉職した[1]。
- 1977年（昭和52年）4月1日 - 第10飛行隊閉隊[2]。

## 歴代運用機
- 戦闘機
  - F-86F（1962年～1977年）
- 連絡機
  - T-33A（1962年～1977年）